# Бережанська відозва
Бережанська відозва (угор. Breznai kiáltvány) — документ, виданий угорським шляхтичем Ференцом II Ракоці та підписаний ним разом із графом Міклошем Берчені 12 травня 1703 року в Бережанському замку в Речі Посполитій (нині Бережани, Україна). Маніфест містив заклик до «шляхетних і нешляхетних» угорців взяти участь у повстанні проти влади Габсбургів.

## Передумови
1686 року Габсбурзька монархія за підтримки угорців, що перебували під османським гнітом з 1526 року, у ході Великої турецької війни захопили місто Буда — столицю Угорщини. Наступного року імператор Леопольд I, який водночас мав титул короля Угорщини, за підтримки угорського парламенту, що засідав у Пожоні (нині Братислава, Словаччина), видав закон, за яким габсбурзька влада зобов'язувалася дотримуватися угорських прав, привілеїв, скликати парламент принаймні що три роки, не вводити в Угорщину війська з інших країн, підтримувати право на свободу віросповідання, а угорська шляхта відмовлялося від права на опір королівській владі. Проте насправді становище Угорщини було гіршим. 1700 року естергомський єпископ Ліпот Коллоніч висловив наміри австрійської влади латиномовним висловом «faciam Hungariam captivam, postea mendicam, deinde catholicam», тобто «Зроблю Угорщину в'язнем, потім — жебраком, і нарешті — католиком».

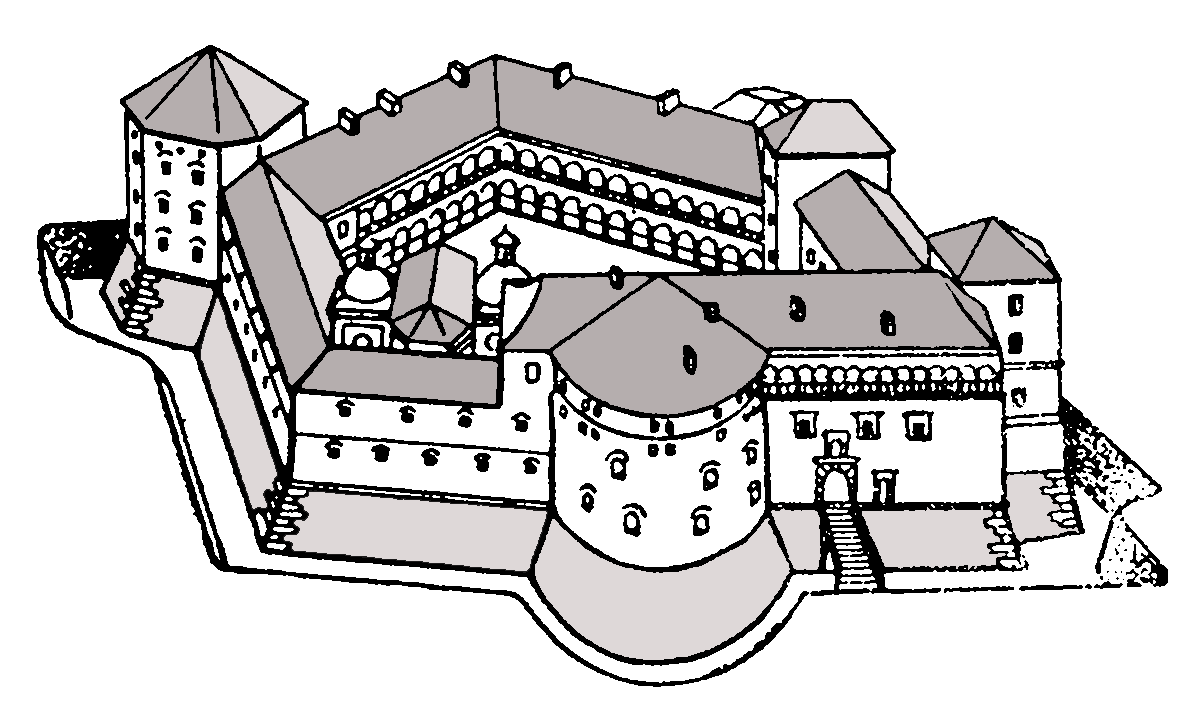
Реконструкція Бережанського замку

Ще в 1690-х роках угорський князь Ференц II Ракоці був серед учасників антиавстрійської змови, яка, користуючись вигідною зовнішньополітичною ситуацією (на їхньому боці виступала Франція на чолі з Людовиком XIV, яка протистояла Австрії в питанні престолонаслідування в Іспанії), планувала повалити Габсбургів в Угорщині. Проте змову було розкрито, і 1700 року Ракоці ув'язнили у фортеці Вінер-Нойштадт поблизу Відня. 1701 року він зміг утекти до Речі Посполитої, де переховувався в місті Бережани, в маєтку польного гетьмана коронного Адама Сенявського.

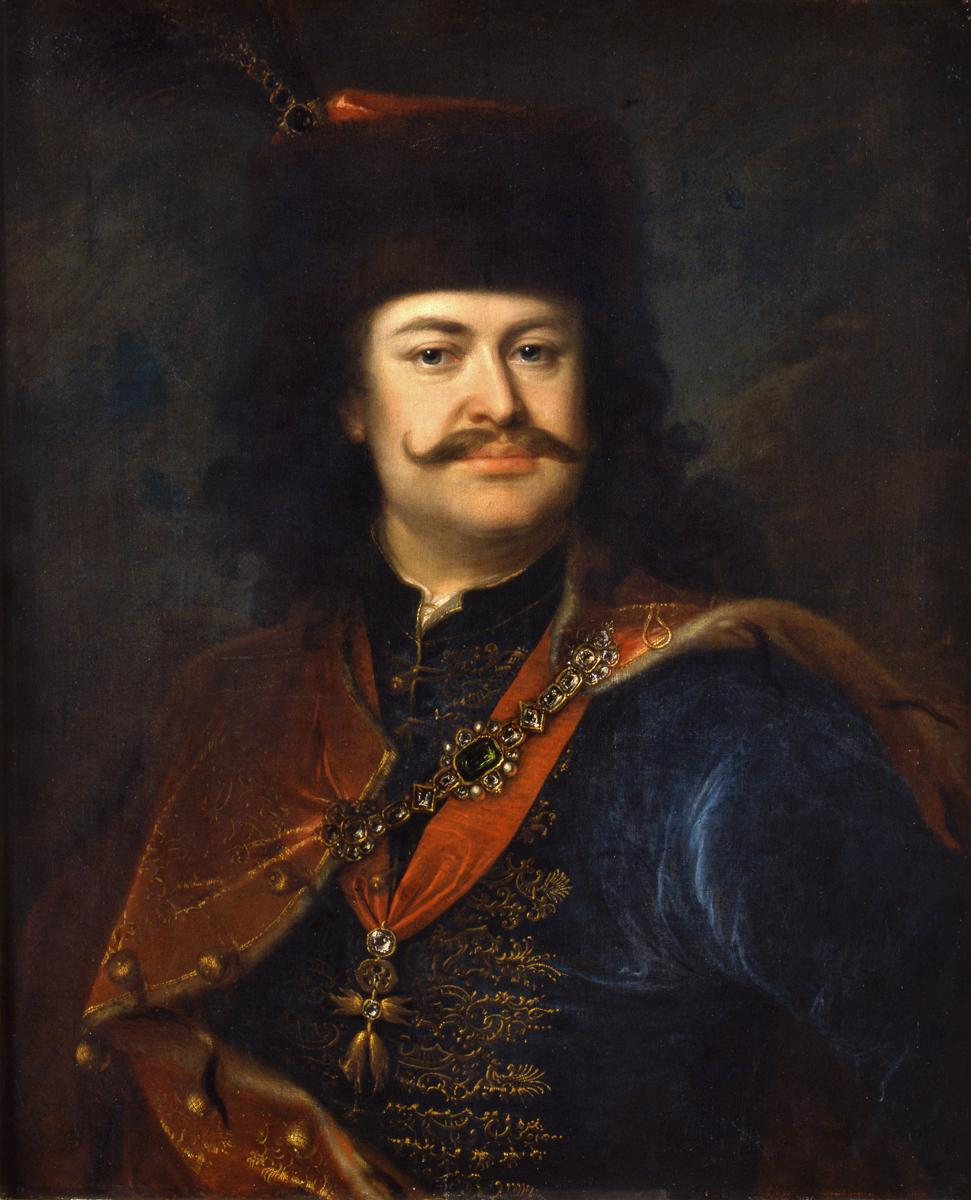
Ференц II Ракоці
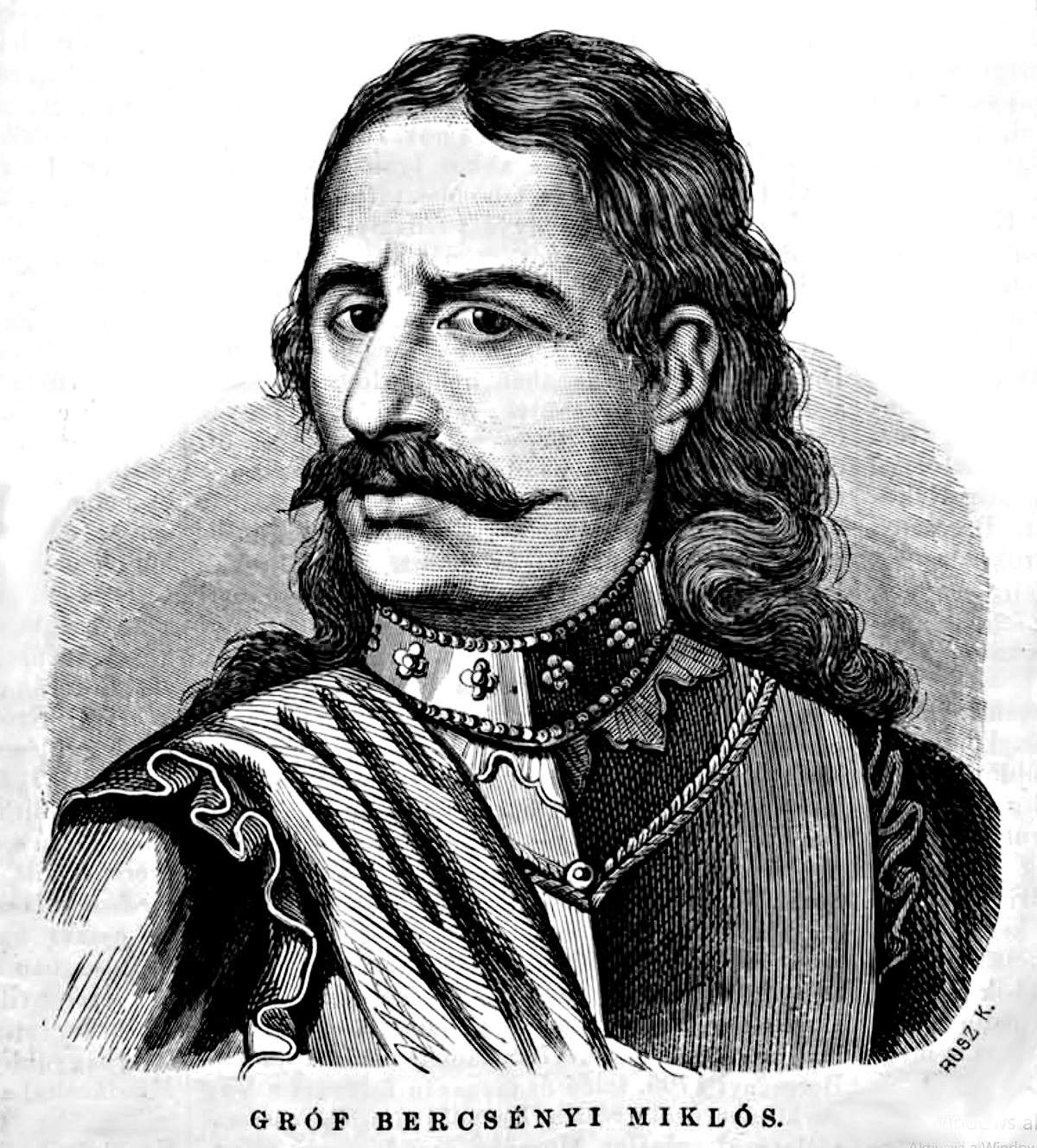
Міклош Берчені
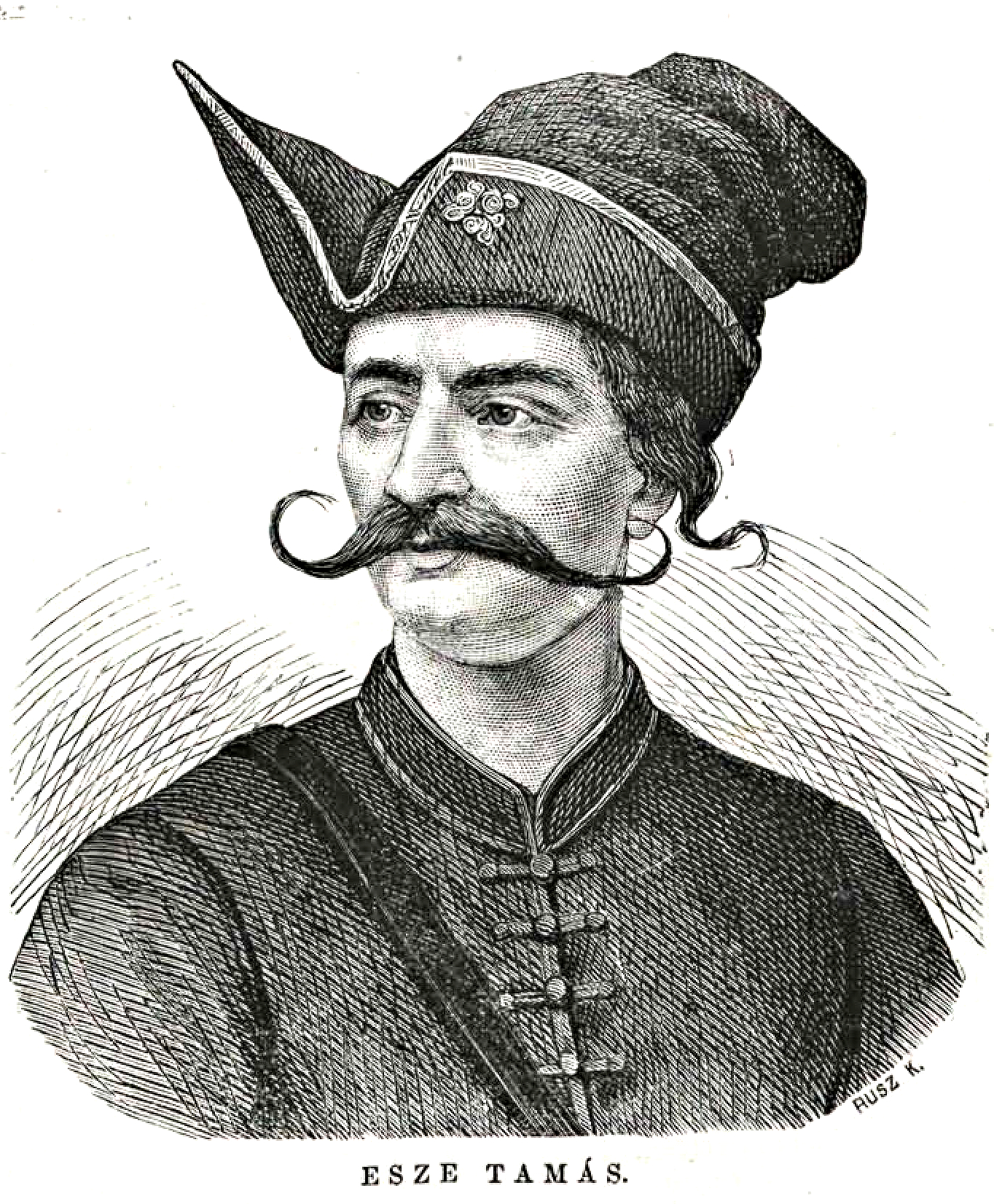
Тамаш Есе

## Маніфест
Навесні 1703 року в маєтку Ференца Ракоці в Мукачеві почався селянський виступ. Повстанці, які ховалися в лісах і називалися куруцями, вирішили послати до Ракоці в Польщу делегацію. На чолі цієї делегації став кріпак Тамаш Есе. Пожвавились таємні переговори між Ракоці та Францією. Він був готовий змінити своє емігрантське життя на командування угорськими повстанцями, тим більше, що французький уряд обіцяв фінансову та військову допомогу.
12 травня 1703 року Ракоці спільно з Берчені написали текст маніфесту й підписали його. 17 травня до селища Тарпа привезли копії маніфесту. Також Ракоці прислав прапори, пошиті з червоного шовку, з написом: «Cum Deo pro Patria et Libertate» («З богом за Батьківщину і за волю»). Ракоці присягнув Тамашу Есе і повстанцям, що не зрадить і не покине їх.
7 червня 1703 року Ракоці разом зі своїм секретарем Палом Радаєм написали звернення до християнських народів. Його опублікували 1704 року. Перше речення цього звернення таке: «Recrudescunt diutina inclytae gentis Hungarae vulnera» («Давні рани сумнозвісної угорської нації знову відкриваються»).

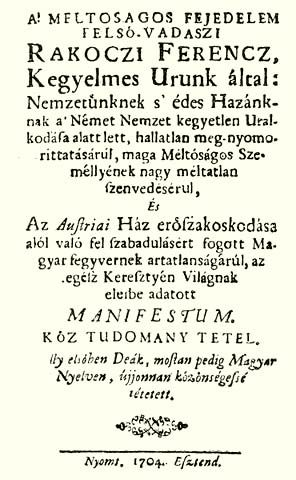
Титульна сторінка угорського видання "Recrudescunt" 1704 року
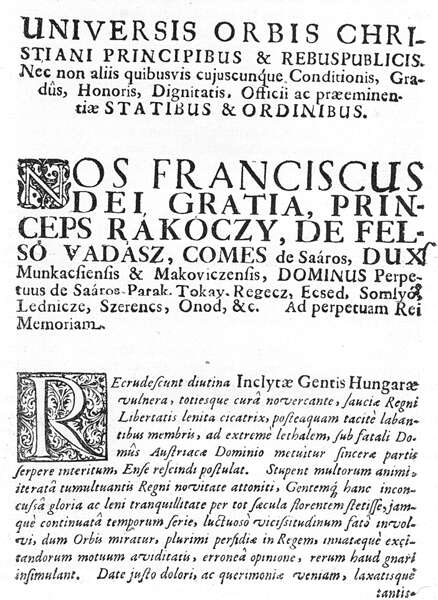
Перша сторінка латиномовного видання "Recrudescunt"

## Наслідки
Під впливом відозви Ракоці та Берчені селянство почало виступати проти австрійської влади. 21 травня почалося повстання в селі Вари, 22 травня — у Берегові, 16 червня — у Вашарошнамені. Таким чином, невдоволене селянство від Мараморощини до Секейської землі масово вступало до рядів повстанців під проводом Ракоці. Уже 7 червня 1703 року відбулася перша велика битва повстання Ракоці поблизу села Довге, щоправда, невдала для повстанців.